# Frédéric Lambelet
Frédéric («Fritz») Lambelet (* 18. Mai 1817 in Les Verrières; † 28. Januar 1876 in Neuchâtel) war ein Schweizer Politiker und Händler. Von 1848 bis 1854 sowie von 1855 bis 1857 gehörte er dem Nationalrat an.

## Biografie
Lambelet leitete in Neuchâtel ein bedeutendes Warenhaus für Kolonialwaren, das er von seinem Vater geerbt hatte. Der Kanton Neuenburg gehörte nach dem Wiener Kongress zwar zur Schweiz, war aber gleichzeitig auch ein Fürstentum Preussens. Im März 1848 stürzten die Anhänger der Republik die Regierung des preussischen Gouverneurs Ernst von Pfuel. Lambelet präsidierte während der Revolution das republikanische Komitee von Les Verrières und leitete das provisorische Justiz- und Polizeikomitee. Im selben Jahr war er als Verfassungsrat an der Ausarbeitung der neuen Kantonsverfassung beteiligt.
Von 1848 bis 1853 gehörte Lambelet dem Grossen Rat des Kantons Neuenburg an. Bei den ersten gesamtschweizerischen Wahlen im Oktober 1848 wurde er in den Nationalrat gewählt. Ab 1852 präsidierte er eine parlamentarische Kommission, die sich mit der zukünftigen Anbindung des Kantons Neuenburg an das Eisenbahnnetz der Schweiz und Frankreichs beschäftigte. Er trat zu den Wahlen im Oktober 1854 nicht an, rückte aber vier Monate später bei einer Nachwahl in den Nationalrat nach. Nach seinem endgültigen Rücktritt im Jahr 1857 war Lambelet für die Compagnie Franco-Suisse, die 1859 ihre erste Strecke eröffnete, als Vizedirektor tätig.